# Chaviães
Chaviãés és una freguesia portuguesa del concelho de Melgaço, amb 4,47 km² de superfície i 431 habitants (2001). La seva densitat de població és de 96,4 hab/km².

## Galeria

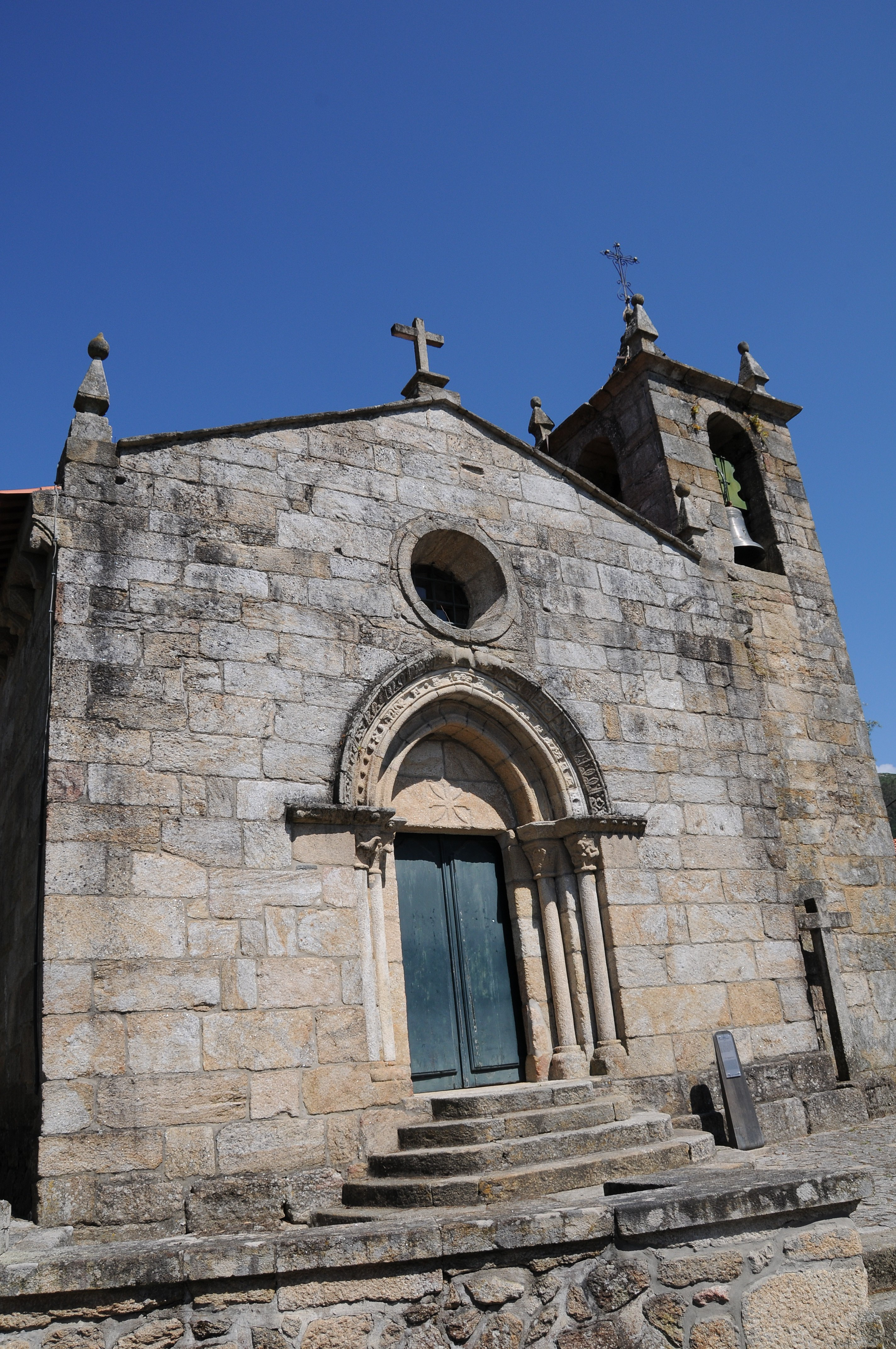
Església romànica de Chaviãés.